# Montchâlons
Montchâlons é uma comuna francesa na região administrativa de Altos da França, no departamento de Aisne. Estende-se por uma área de 6,76 km². Em 2010 a comuna tinha 91 habitantes (densidade: 13,5 hab./km²).